# سریفوس
سریفوس(Seriphos,Serifos) از جزایر و اماکن باستانی تاریخی کشور یونان واقع در دریای اژه می‌باشد. این همان جزیره ای است که بنا به اسطوره، ماجراهای پرسئوس پهلوان یونانی و دانائه مادر وی در آنجا روی می‌دهد.